# Spirit 201
Chronologie des modèles (1983)
Spirit 101
La Spirit 201, puis 201C, est une monoplace de Formule 2 puis de Formule 1 engagée par l'écurie britannique Spirit Racing dans le cadre du championnat du monde de Formule 1 1983. Elle est pilotée par le Suédois Stefan Johansson.

## Historique

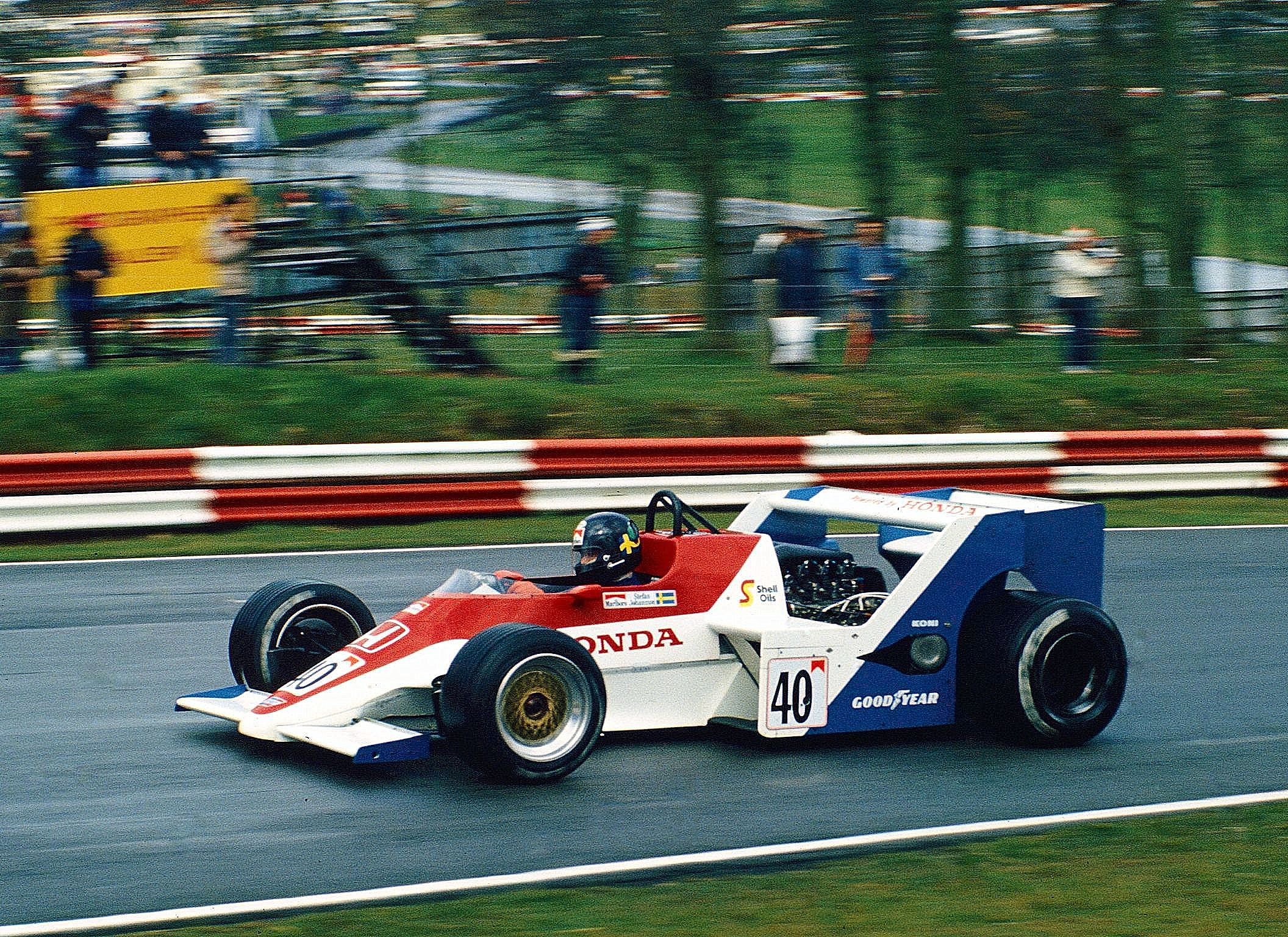
La Spirit 201 de Stefan Johansson lors de la Race of Champions en 1983.

La Spirit 201, équipée d'un moteur atmosphérique Honda de deux litres, est initialement une monoplace de Formule 2 engagée par Spirit Racing en championnat d'Europe de Formule 2 1982.
La 201 est adaptée à la Formule 1 avec l'intégration d'un moteur V6 Honda turbocompressé. Elle participe à la Race of Champions 1983, une épreuve hors-championnat. En qualifications, Stefan Johansson se qualifie douzième, avec un temps de 1 min 35 s 500, à près de vingt secondes de la pole position de Keke Rosberg sur Williams-Ford ; le Suédois abandonne au bout de cinq tours à la suite d'une panne de moteur,.
Une version 201C, perfectionnée, est confiée à Johansson à partir du Grand Prix de Grande-Bretagne, neuvième manche du championnat du monde de Formule 1 1983. Elle marque l'arrivée de Spirit Racing en championnat du monde et le retour de Honda en Formule 1, après quinze ans d'absence.

## Résultats en championnat du monde de Formule 1

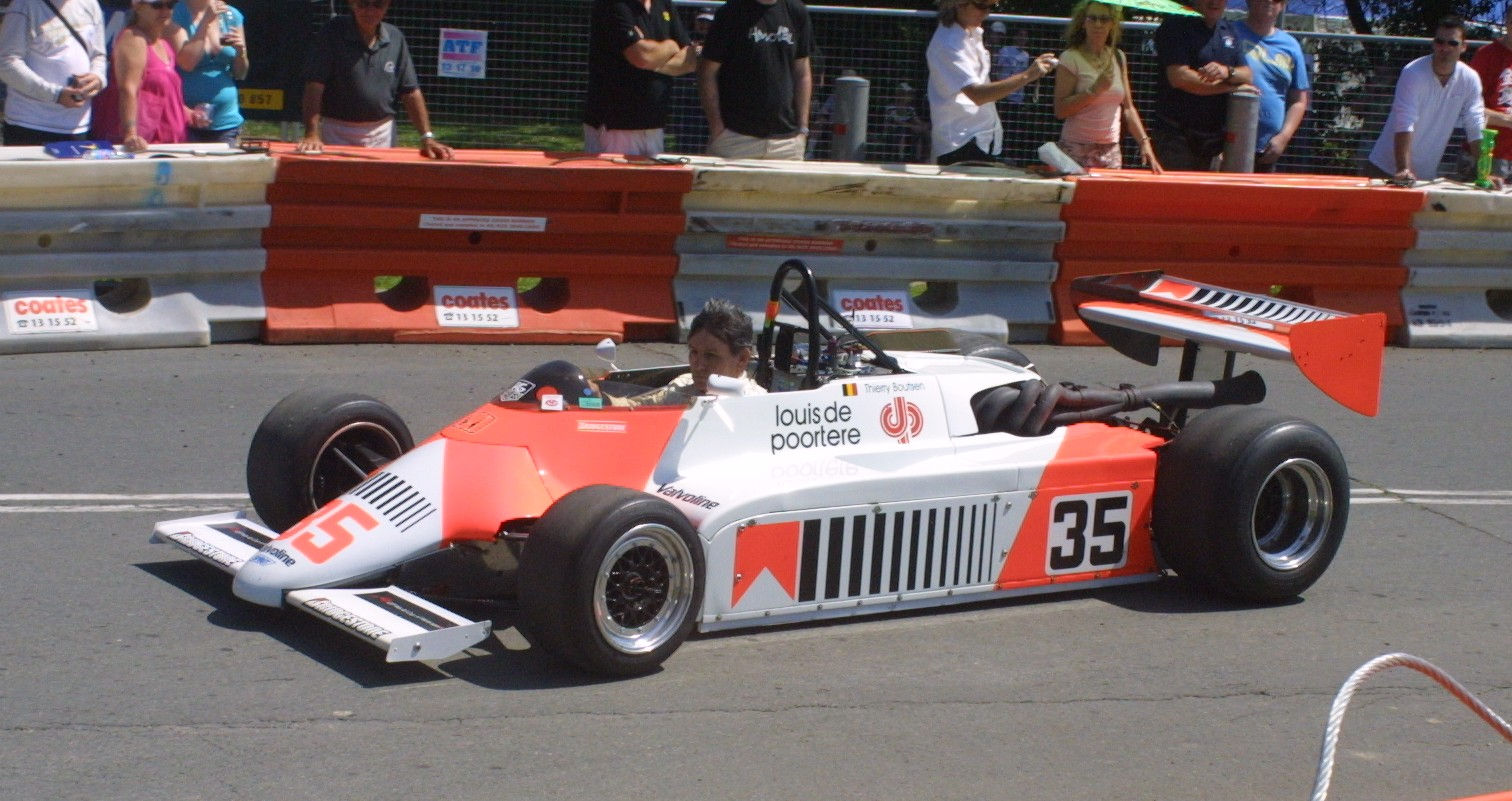
La Spirit 201 telle qu'engagée en Formule 2.

| Saison | Écurie        | Moteur                | Pneus    | Pilotes          | Courses | Courses | Courses | Courses | Courses | Courses | Courses | Courses | Courses | Courses | Courses | Courses | Courses | Courses | Courses | Points inscrits | Classement |
| Saison | Écurie        | Moteur                | Pneus    | Pilotes          | 1       | 2       | 3       | 4       | 5       | 6       | 7       | 8       | 9       | 10      | 11      | 12      | 13      | 14      | 15      | Points inscrits | Classement |
| ------ | ------------- | --------------------- | -------- | ---------------- | ------- | ------- | ------- | ------- | ------- | ------- | ------- | ------- | ------- | ------- | ------- | ------- | ------- | ------- | ------- | --------------- | ---------- |
| 1983   | Spirit Racing | Honda RA163E V6 turbo | Goodyear |                  | BRÉ     | EUO     | FRA     | SMR     | MON     | BEL     | EUE     | CAN     | GBR     | ALL     | AUT     | P-B     | ITA     | EUR     | AFS     | 0               | Non classé |
| 1983   | Spirit Racing | Honda RA163E V6 turbo | Goodyear | Stefan Johansson |         |         |         |         |         |         |         |         | Abd.    | Abd.    | 12e     | 7e      | Abd.    | 14e     |         | 0               | Non classé |